# Marilyn Jess
Pour les articles homonymes, voir Jess.
Dominique Troyes, dite Marilyn Jess, parfois surnommée « Patinette » ou « Platinette », est une actrice pornographique française, née le 26 octobre 1959 à Versailles.
Elle a été pendant près de dix ans, de 1977 à 1986, l'une des actrices les plus connues du cinéma X français avec Brigitte Lahaie.

## Biographie

### Débuts
Elle est découverte par un photographe, alors que, de retour de vacances en Égypte, elle apporte quelques photos dénudées à développer. À tout juste dix-huit ans, elle passe ensuite rapidement de la photo de charme à la lingerie sexy, puis au cinéma X. En 1977, elle débute dans Collégiennes à tout faire de Georges Clair sous le pseudonyme de Marilyn Wild. Toutefois, ce surnom ayant déjà été adopté par une actrice américaine, elle choisit alors de s’appeler Jess, le nom du magasin de vêtements où elle se fournit.
Les réalisateurs tirent vite partie de son aspect juvénile et son entrain. L'actrice tourne une grande partie de ses premières scènes hard avec Didier Humbert, son petit ami de l’époque, qu'elle épouse en 1979.
En 1979, Jean-François Davy met en scène le couple (ainsi que le couple Cathy Stewart-Dominique Irissou et Claudine Beccarie) dans Exhibition 79.
Didier Humbert décède le 1er janvier 1982 dans un accident de la route.

### Nouvelle vedette du X
C'est Claude Mulot (alias Frédéric Lansac) qui la révèle au grand public en 1980 avec la Femme objet, film dans lequel elle incarne la femme idéale, soit un robot, œuvre d'un génial scientifique. Ce succès vient à point pour lui permettre de succéder à Brigitte Lahaie, qui vient de mettre fin à sa carrière.
Elle tient la vedette dans plusieurs des chefs-d'œuvre de l'âge d'or du X français comme Dodo, petite fille au bordel de Francis Leroi ou Adorable Lola, Chaudes adolescentes et Dans la chaleur de Saint-Tropez de Gérard Kikoïne qui la dirige à dix reprises. On la voit notamment aux côtés de Dominique Saint Claire, d'Olinka Hardiman ou Cathy Ménard.
Elle pose également pour les photographes. On la voit dans des romans-photos pornographiques publiés notamment par le magazine italien Supersex en compagnie d'Ilona Staller (alias La Cicciolina) et Gabriel Pontello.
Parallèlement à ces activités, elle devint l'égérie de l'équipe du journal Hara-Kiri. On la retrouve dans des romans-photos aussi délirants que déshabillés où se mêlent des vedettes du porno comme Morgane ou Julia Perrin et des amis du magazine comme Coluche, Carlos, Renaud ou Serge Gainsbourg,.
En 1984, elle tient le rôle de Nadine dans le quatrième volet des aventures d'Emmanuelle qui voit Mia Nygren succéder à Sylvia Kristel. Le film est le premier de la série à présenter quelques scènes de sexe explicites dans une de ses éditions vidéos françaises. Elle apparaît aussi dans le vidéoclip de la chanson Idées noires interprété par Bernard Lavilliers et Nicoletta.

### Fin de carrière
Au faîte de sa gloire elle tourne dans une série de productions américaines sous la direction de Patti Rhodes et Fred J. Lincoln (en). Elle abandonne le métier peu de temps après sa rencontre avec Traci Lords dans Traci, I love you. L'actrice a pris conscience du danger que représente le SIDA et préfère arrêter sa carrière non sans avoir un temps envisagé de continuer dans le X en ayant recours à des doublures.
Elle se tourne alors vers les peep-shows de la rue Saint-Denis où elle travaille jusqu'au début des années 1990 réalisant également quelques apparitions dans des films érotiques.
Reconvertie dans la photographie artistique, elle expose à plusieurs reprises à Paris en 2005 et 2006 tout en travaillant dans une galerie d'art, puis devient gérante d'une boutique de décoration et d'équipement de la maison.
Elle retrouve les plateaux en 2017 pour Laissez bronzer les cadavres, puis l'année suivante pour L'amour est une fête.
Entre 2020 et 2024, elle incarne l'un des personnages principaux dans deux mini-séries réalisées par Ivan Heidsieck : Derrière le paravent et Le Puzzle.

### Vie personnelle
De janvier 1982 à février 2025, elle a été la compagne du réalisateur Didier Philippe-Gérard avec qui elle a eu deux enfants,.
Depuis 2022, elle participe régulièrement à des événements de promotion du livre consacré à sa carrière, Marilyn Jess : les films de culte et de ses films édités en Blu-ray par Pulse vidéo.

## Filmographie
Sauf indication contraire, les informations mentionnées dans cette section peuvent être confirmées par les bases de données cinématographiques  présentes dans la section « Liens externes ».
- 1978 : Collégiennes à tout faire de Georges Clair : (créditée comme Marilyn Wild)
- 1978 : Cuissardes (Cuisses humides) de Michel Lemoine
- 1978 : Langues profondes de Michel Lemoine
- 1978 : Infirmières très spéciales de Claude Bernard-Aubert
- 1979 : Gestes interdits de Joe de Palmer
- 1979 : Gamines expertes de Patrice Rhomm
- 1979 : Couples pour partouzes de Jean-Jacques Renon
- 1979 : Le Rodéo du sexe d'Alain Payet
- 1979 : Les Bidasses et la baiseuse de Patrice Rhomm
- 1979 : Marie salope d'Alain Payet
- 1979 : Gamines en Chaleur de Jean Rollin : (comme Marilyn Wild)
- 1979 : La Grande mouille (Parties de chasse en Sologne) de Claude Bernard-Aubert
- 1979 : Chloé, l'obsédée sexuelle de Michel Caputo
- 1979 : Déculottez-vous, fillettes de Francis Leroi
- 1979 : Monique et Julie, deux collégiennes en partouze d'Alain Payet
- 1979 : Cette malicieuse Martine de Michael Goritschnig
- 1979 : Trois lycéennes en chaleur de Georges Clair
- 1979 : Petites filles très précoces de Michel Caputo
- 1979 : Prenez-moi, j'aime tout de Michel Caputo
- 1979 : Une Hôtesse très spéciale de Pierre Unia
- 1980 : L'Initiation porno de Virginie de Bob Wade
- 1980 : Violée mais consentante de Michel Ricaud
- 1980 : Les Mauvaises Rencontres de Marc Dorcel : (avec Dominique Saint Claire, Andrea, Gérard Pantello et Richard Allan)
- 1980 : Jolies Petites Garces de Marc Dorcel : (avec Piotr Stanislas, Julia Perrin)
- 1980 : S.O.S. Mesdemoiselles de Gérard Grégory
- 1980 : Adolescentes à dépuceler d'Alain Payet : (créditée comme Dominique Troyes)
- 1980 : Petites filles impudiques d'Alain Payet
- 1980 : Dodo, petite fille au bordel de Francis Leroi : (avec Julia Perrin, Cathy Stewart, Bianca Moore)
- 1980 : Délires sexuels d'Alain Payet
- 1980 : Le Journal érotique d'une Thailandaise de Jean-Marie Pallardy
- 1980 : Les Jeunes Sauvages d'Alain Payet
- 1980 : Les Petites Écolières de Claude Mulot : la prostituée en bas résille (avec Brigitte Lahaie, Élodie Delage)
- 1980 : Les Week-ends de Caroline de Gérard Grégory
- 1980 : Femmes brûlantes d'Alain Payet
- 1980 : Animatrice pour couples déficients de Gérard Grégory
- 1980 : Pensionnat de jeunes filles de Gérard Kikoïne
- 1980 : La Femme objet de Claude Mulot (Frédéric Lansac) : Kim, la femme robot (avec Richard Allan, Alban Ceray, Helene Shirley, Laura Clair)
- 1981 : Chaudes adolescentes/Ballets roses de Gérard Kikoïne
- 1981 : Trois filles dans le vent de Jean-Marie Pallardy
- 1981 : Poker Partouze (Rien ne vaut la première fois) de Joe de Palmer : (avec Catherine Ringer, Cathy Stewart, Dominique Saint Claire)
- 1981 : Charlotte mouille sa culotte ! de Francis Leroi : la motarde / la dominatrice / la petite amie (avec Julia Perrin)
- 1981 : Le Professeur Raspoutine de Andrei Feher
- 1981 : Body-body à Bangkok de Jean-Marie Pallardy
- 1981 : Adorable Lola de Gérard Kikoïne : Claire / Lolita (avec Piotr Stanislas et Mika Barthel)
- 1981 : Extases très particulières de Alan Vydra
- 1982 : Les Clientes de Gérard Kikoïne et Alan Vydra
- 1982 : Dans la chaleur de Saint-Tropez (Attention fillettes !) de Gérard Kikoïne : (avec Olinka Hardiman)
- 1982 : Mélodie pour Manuella de Joe de Palmer : (créditée comme Dominique Troyes, avec Catherine Ringer, Cathy Stewart, Dominique Saint Claire)
- 1982 : Bourgeoise et... pute! de Gérard Kikoïne : (avec Cathy Ménard, Mika Barthel, Marianne Aubert)
- 1982 : First pénétration d'Alain Payet
- 1982 : Retourne-moi, c'est meilleur d'Henri Sala : (créditée comme Dominique Troyes)
- 1982 : Vacances à Ibiza de Gérard Kikoïne : Isabelle (avec Élodie Delage, Christine Black, Marie-Claude Moreau)
- 1982 : Les Amies de papa (Crazy  Girls) de Gérard Kikoïne : (avec Dominique Saint Claire, Jessie St James, Annette Haven, Alban Ceray)
- 1983 : Mémoires d'un pervers d'Andrei Feher
- 1983 : Diamond Baby de Michel Caputo
- 1983 : Les Délices du Tossing de Gérard Kikoïne : (avec Cathy Stewart)
- 1983 : Eva la grande suceuse de José Bénazéraf
- 1983 : Adolescente et déjà p... de Pierre Unia
- 1983 : La Madonna des pipes de José Bénazéraf
- 1983 : Bon chic bon genre mais salope de Gérard Kikoïne : (avec Eva Kleber, Evelyne Lang)
- 1984 : Traitement spécial pour bourgeoise insatisfaite de Michel Berkowitch
- 1984 : Lingeries Fines et Perverses de Jean-François Davy : (avec Olinka Hardiman)
- 1984 : Emmanuelle 4 de Francis Leroi : Nadine (avec Mia Nygren)
- 1985 : Marilyn, mon amour de Michel Lemoine
- 1985 : Godemichets pour lesbiennes d'Alain Payet
- 1985 : Voluptés aux Canaries (L'Île des jouissances sauvages) de Michel Lemoine : (avec Christophe Clark, Michèle Leska, Michelle Davy)
- 1986 : Adolescentes pour satyres de Pierre B. Reinhard
- 1986 : Défonce-moi chéri de Joe de Palmer
- 1986 : Le Retour de Marilyn de Michel Lemoine
- 1986 : Baise les filles et sodomise-moi de Michel Caputo
- 1986 : Paris Models de Christopher Swinburne
- 1987 : Mimi de Patti Rhodes-Lincoln : Brigit
- 1987 : Lust Italian Style de Fred J. Lincoln (en) : Loisa
- 1987 : Grand Prixxx de Fred J. Lincoln (en) : April
- 1987 : Girl with the Million Dollar Legs de Jack Remy
- 1987 : Barbara Dare's Roman Holiday de Fred J. Lincoln (en) et Patti Rhodes-Lincoln : Giordana
- 1987 : Traci, I love you (Traci, je t’aime) de Jean Pierre Floran : Monique (avec Traci Lords)
- 1987 : La Déchaînée (Slips fendus et porte-jarretelles) de Michel Lemoine : (avec Amanda Shell, Jean-Pierre Armand, Tina Loren, Valerie Sidy, Valérie Vinal)
- 1987 : Sens interdits de Jean-Luc Brunet : (avec Patricia Violet, Dominique Saint Claire, Gabriel Pontello, Diane Suffren)
- 1987 : Sodomies brûlantes de Michel Caputo
- 1989 : Coming on Strong
- 1989 : Initiation d'une jeune marquise de Pierre B. Reinhard : Patinette, la servante
- 1990 : Backdoor to Paris de José Bénazéraf : (avec Laura Clair, Cathy Ménard)
- 1991 : Postcards from Abroad (compilation)
- 2017 : Laissez bronzer les cadavres !  (créditée sous le nom de Dominique Troyes) de Hélène Cattet et Bruno Forzani : la policière
- 2018 : L'amour est une fête de Cédric Anger